# Coryphopteris seemannii
Coryphopteris seemannii är en kärrbräkenväxtart som beskrevs av Holtt. Coryphopteris seemannii ingår i släktet Coryphopteris och familjen Thelypteridaceae. Inga underarter finns listade.